# 釣魚翁
釣魚翁是香港的一座山峰，位於新界東南部西貢區清水灣半島上，為清水灣郊野公園的一部分，海拔為345米，地質為火山岩
。釣魚翁為清水灣半島最高的山峰，北接廟仔墩，南至田下山。

## 名稱由來

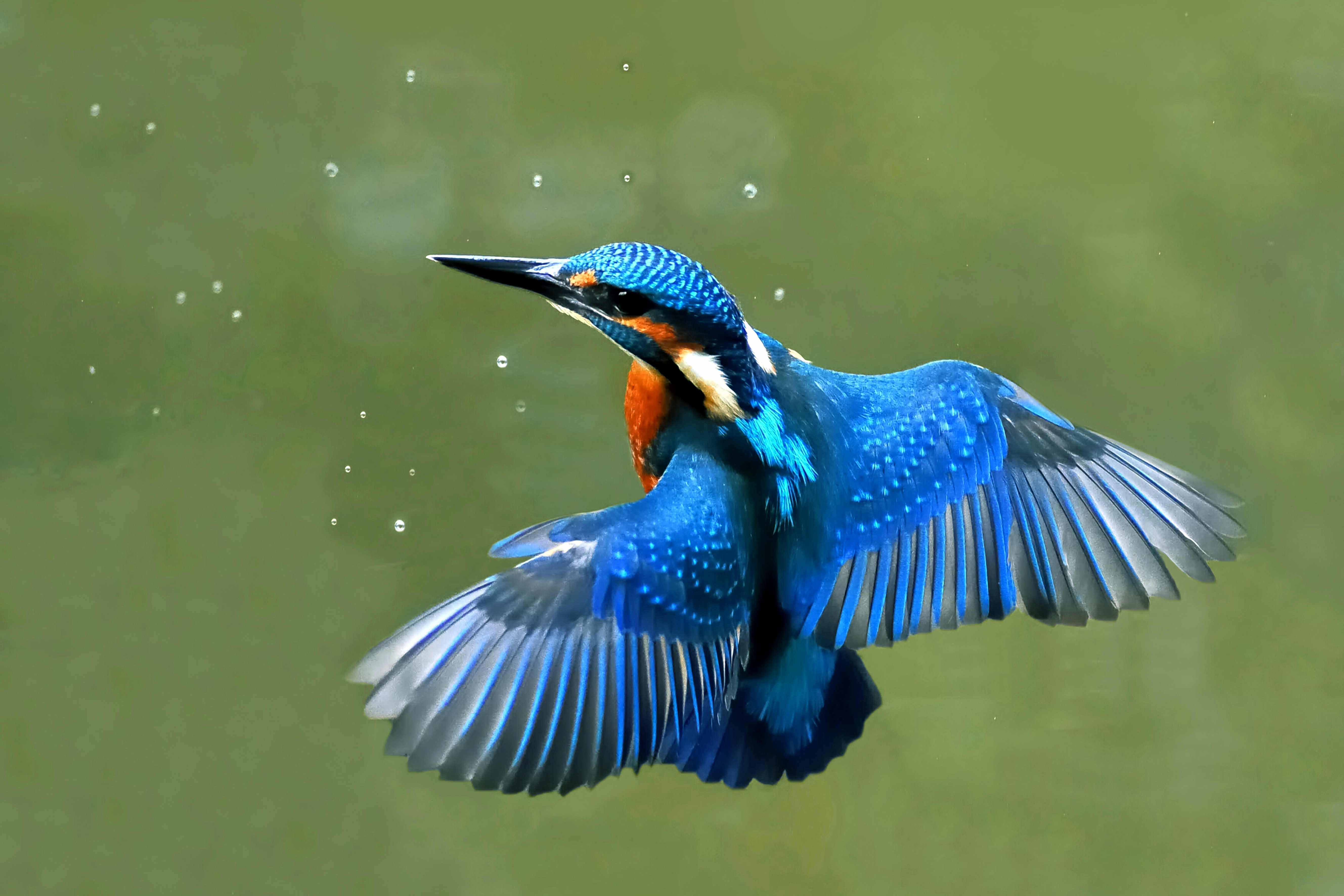
普通翠鳥（釣魚翁）

由於釣魚翁山形尖削，橫看就像翠鳥釣魚翁（學名：Alcedo atthis）的長喙與身體，故而得名。

## 釣魚翁山頂
從山的北面看釣魚翁，山峰尖削。因此它與西貢半島蚺蛇尖及屯門區青山合稱為「香港三尖」。但於南面望上山頂，山峰則變得渾圓。
跟香港很多山峰一樣，山頂上設有一個三角測量站。雖然海拔不算高，但於釣魚翁山頂，遊人可360度鳥瞰四周。東面可見到郊野地區，包括牛尾洲、滘西洲、吊鐘洲、相思灣、平托坑山、大嶺桐、清水灣、釣魚台和石尾頭等；南面可望田下山，以及東龍洲及藍塘海峽海景；西面可見到市區，包括鐵篸洲、佛堂洲、將軍澳工業邨、日出康城、百勝角、將軍澳海灣，以至對岸的柴灣、魔鬼山和照鏡環山等；北面則可見廟仔墩、下洋山和上洋山等山峰。
遊人如要登上釣魚翁山頂，可以利用山脊上的崎嶇山徑。山徑的入口分別為位釣魚翁的南北兩面，為釣魚翁郊遊徑途經之處。南面的山徑因為風化作用的關係，部分路徑滿佈沙粒，遊人應加倍小心，以免發生意外。北面的山徑則相對易走，而且更可以連走廟仔墩，不過廟仔墩的山徑亦是沒有維修的，遊人必須注意。
由於那些是沒有維修的山路，漁農自然護理署在入口處豎立了「懸崖危險，切勿前進」警告牌。而在南面的入口，「企業植林計劃」牌之前，更有一個「告示及警告」牌，說明該段路艱險難行，只宜有經驗及裝備良好的人士前往，天氣惡劣時切勿嘗試，請加倍小心。
有遊人於釣魚翁頂三角測高柱提下詩詞：「舉頭望碧空，俯首白雲中；蒼海填垃圾，苦煞釣魚翁。」將翁頂的景致描繪得栩栩如生。

## 遠足路線
- . 山上行 www.walkonhill.com. 6月12日  [2012-09-18]. （原始内容存档于2012-10-15）.